# کلورکوت
کلورکوت (به انگلیسی: Kallurkot) یک شهر در پاکستان است که در پنجاب واقع شده‌است. کلورکوت ۱٬۴۸۷ متر بالاتر از سطح دریا واقع شده‌است.